# Rémy Beaurieux
Pour les articles homonymes, voir Beaurieux.
Rémy Gabriel Antoine Beaurieux, né le 20 juin 1882 à Orléans et mort le 22 septembre 1951 à Rabat, est un écrivain français dont l'œuvre témoigne d'un double attachement : l'Orléanais, sa région natale, et le Maroc où il fut professeur et journaliste.

## Biographie
En 1904, après avoir suivi les cours de l'École normale supérieure à Paris, il obtient une agrégation de lettres classiques et devient professeur de lettres à Limoges.
La même année, encore étudiant, il adhère à la loge maçonnique Étienne Dolet d'Orléans, (Grand Orient).
Il est mobilisé le 11 août 1914. Blessé par shrapnel en 1914, intoxiqué à Verdun en 1916, il est démobilisé en 1917 pour maladie contractée en service commandé.
Il est nommé professeur au lycée Gouraud à Rabat au Maroc à partir de 1919, d'abord en classe de rhétorique supérieure, puis à l'Institut des Hautes Études Marocaines jusqu'à sa révocation par le gouvernement de Vichy.
Parallèlement à son activité d'enseignant, il dirige les éditions Félix Moncho. Il dirige aussi les revues Maroc, La vie marocaine illustrée et publie des chroniques dans le quotidien Maroc matin.
En 1922, il est le premier président de l'Association générale des fonctionnaires du Protectorat. En 1935, au cercle Études et Actions, groupement antifasciste de Rabat, il fait une conférence sur les croix de feu, leur chef, leur programme.
Il est interné au cours de la guerre, en 1942-1943, pour activité en faveur de la résistance au gouvernement de Vichy.
Il est inhumé au Cimetière européen de Rabat au Maroc.